# Hyporhagus
Hyporhagus is een geslacht van kevers (Coleoptera) uit de familie somberkevers (Zopheridae).

## Soorten
Deze lijst is mogelijk niet compleet.
| - H. alvarengai - H. amazonicus - H. andrewsi - H. antillicus - H. argentinus - H. attenuatus - H. bellus - H. biolleyi - H. bolivianus - H. championi - H. cicatricosus - H. clavicornis - H. disconotatus | - H. duplocostatus - H. durangoensis - H. egregius - H. elegantulus - H. emarginatus - H. erotyloides - H. franzi - H. gilensis - H. gounellei - H. grandepunctatus - H. haagi - H. hispaniolae - H. jamaicanus | - H. larssoni - H. lateminimus - H. laticollis - H. leechi - H. lucianae - H. malkini - H. marginatus - H. mathani - H. minimus - H. moaciri - H. mulleri - H. nerolineatus - H. nicki | - H. noncinctus - H. oberthuri - H. obliteratus - H. opaculus - H. panamensis - H. peruensis - H. peruvianus - H. pseudogilensis - H. punctatus - H. punctulatus - H. quadrimaculotus - H. rarus - H. reichardti | - H. rozei - H. ruficollis - H. rufolineatus - H. similminimus - H. steinheili - H. stranus - H. texanus - H. tibialis - H. wagneri - H. wittmeri |